# کلید لچ
کلید لَچ یا کلید چفت‌ساز کلیدی است که پس از فعال شدن حالت خود را حفظ می‌کند؛ بنابراین یک کلید فشاری-برای-بستن، فشاری-برای-باز، یک کلید جفت‌ساز است - هر بار که آن را فعال می‌کنید، در هر حالتی که کلید باقی بماند تا زمانی که کلید دوباره فعال شود، باقی می‌ماند.

## آلبوم عکس

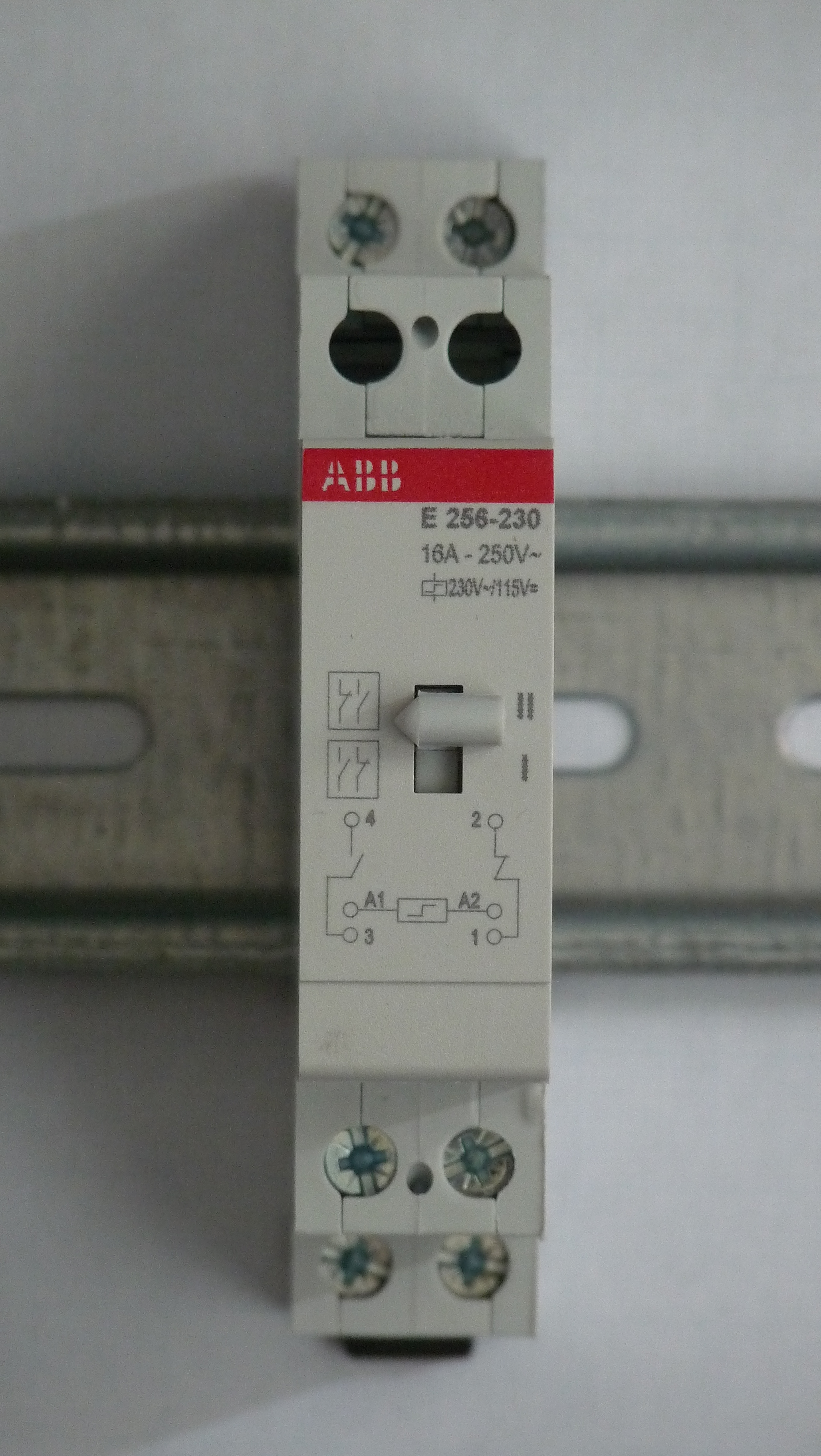
رله چفت‌ساز ABB E256
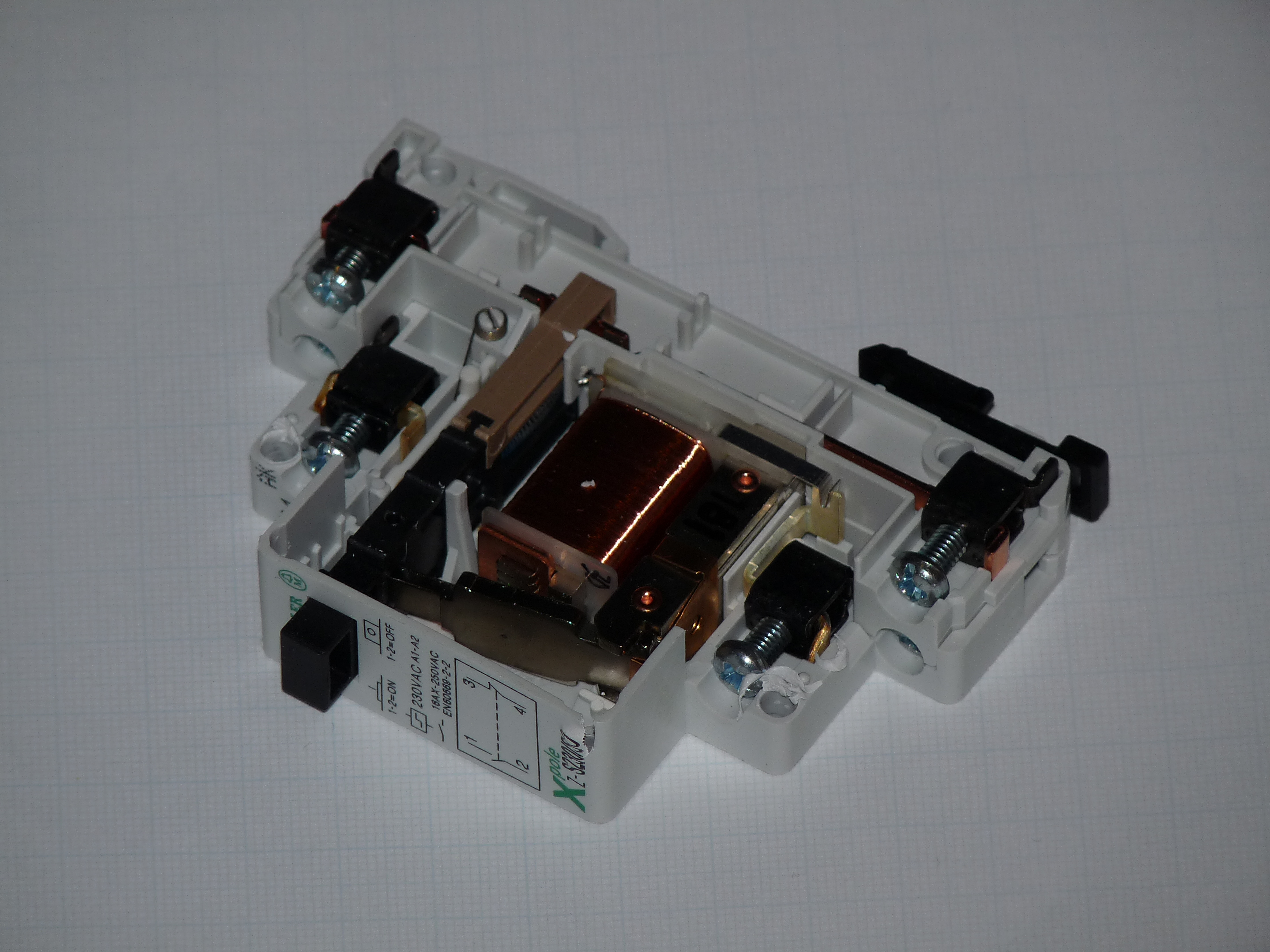
رله چفت‌ساز مولر Z-S230
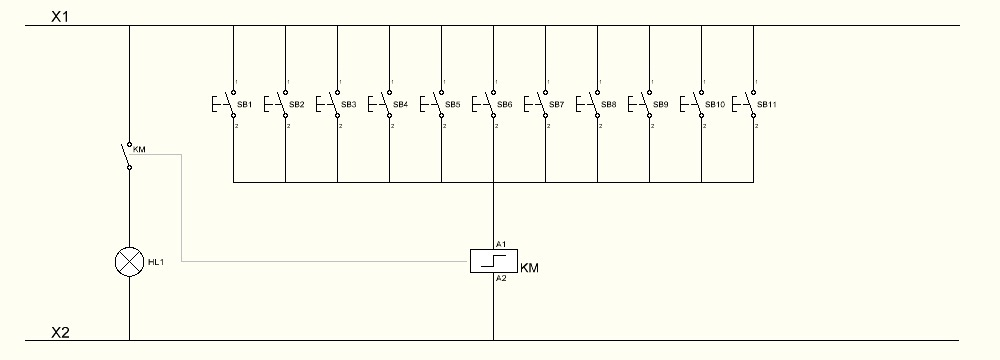
نمودار سیم‌کشی کلید چفت‌ساز
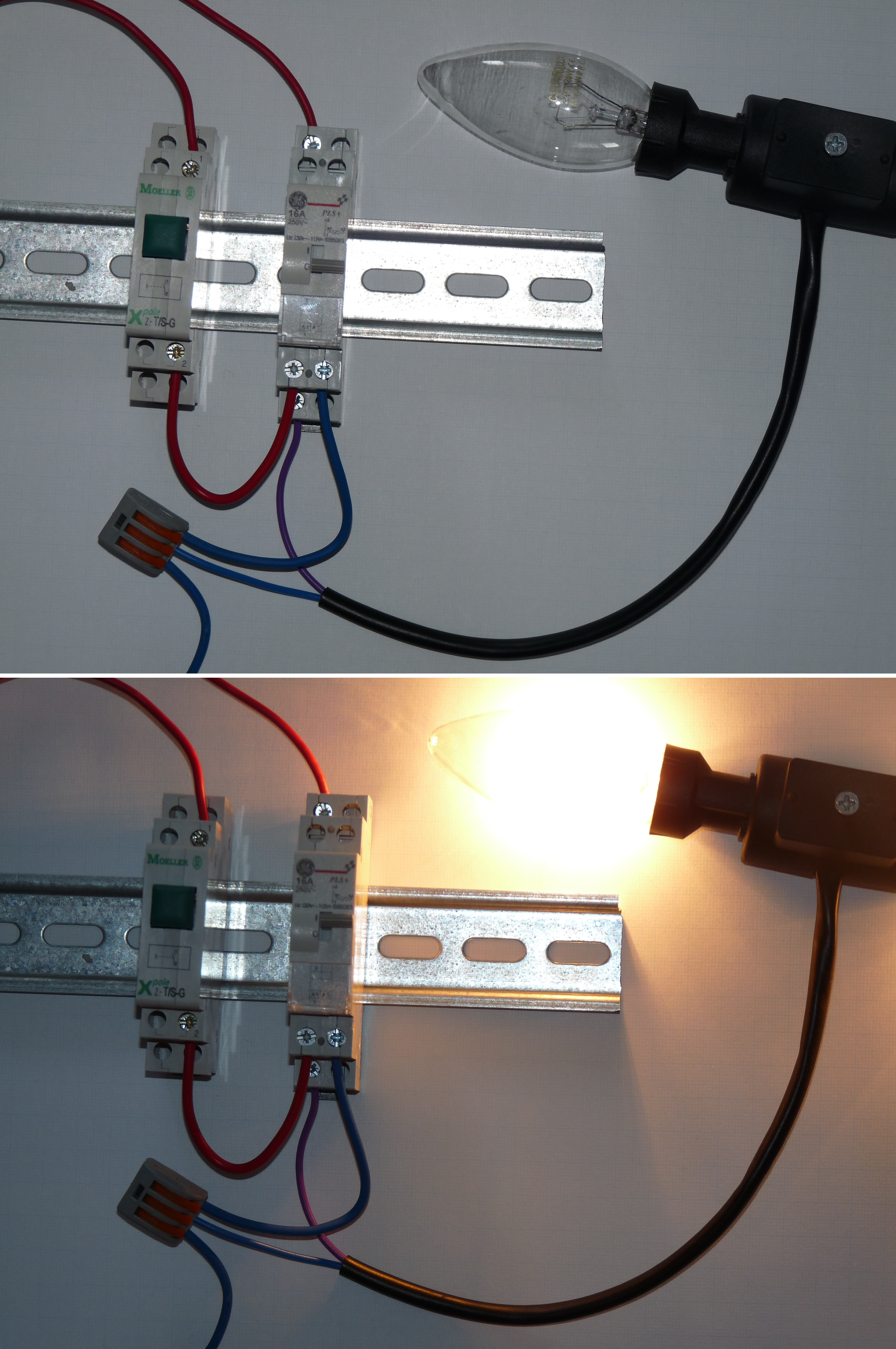
نمونه‌ای از کلید چفت‌ساز با استفاده از رله GE PLS+